# Stadion Maccabi Czerniowce
Stadion Maccabi Czerniowce – nieistniejący już stadion sportowy w Czerniowcach, na Ukrainie. Został otwarty 9 lipca 1922 roku. Mógł pomieścić 12 000 widzów. W okresie przynależności Czerniowiec do Rumunii swoje spotkania rozgrywali na nim piłkarze żydowskiego klubu Maccabi Czerniowce. Obiekt położony był w południowej części miasta, po II wojnie światowej został zlikwidowany.
Na obiekcie w roli gospodarza jedno spotkanie rozegrała piłkarska reprezentacja Rumunii, remisując 3 września 1922 roku towarzysko z Polską 1:1. Było to drugie w historii spotkanie reprezentacji Rumunii (pierwsze na własnym terenie) i czwarte w historii spotkanie reprezentacji Polski.